# Бруно Петкович
Бруно Петкович (хорв. Bruno Petković, нар. 16 вересня 1994, Меткович) — хорватський футболіст, нападник клубу «Динамо» (Загреб).

## Клубна кар'єра
Народився 16 вересня 1994 року в місті Меткович. Розпочав займатись футболом в клубі ОНК (Меткович) з рідного міста, після чого був в академіях ряду загребських клубів, в тому числі і головної команди країни «Динамо» (Загреб), поки 2012 року не опинився в молодіжній команді італійської «Катанії». 19 травня 2013 року Петкович дебютував у італійській Серії А, вийшовши на заміну в кінцівці гостьового поєдинку проти «Торіно». За наступний сезон Петкович провів лише 4 гри, тому, першу половину чергового сезону 2014/15 хорват на правах оренди провів за команду італійської Серії B «Варезе», а другу — за команду італійського третього дивізіону «Реджану». Потім він грав знову на правах оренди за клуб Серії B «Віртус Ентелла», а в лютому 2016 року перейшов у команду тієї ж ліги «Трапані», яка по завершенні сезону викупила контракт гравця.
На початку 2017 року Бруно Петкович за 1,2 млн євро перейшов в «Болонью», за яку провів 21 матч в Серії А, але так і не забив жодного голу. Через це другу половину сезону 2017/18 він на правах оренди відіграв за аутсайдера Серії А «Верона», але і за неї жодним голом так і не відзначився. 
У серпні 2018 року Петкович був орендований загребським «Динамо», де відразу добре себе проявив, в результаті чого у січні наступного року хорватський клуб викупив контракт нападника. У тому ж році Бруно виграв з клубом чемпіонат та суперкубок Хорватії. Станом на 23 жовтня 2019 року відіграв за «динамівців» 34 матчі в національному чемпіонаті.

## Виступи за збірні
У серпні 2013 року він дебютував у віці 18 років та 11 місяців за молодіжну збірної Хорватії, забивши гол у відбірковому матчі до чемпіонату Європи проти Ліхтенштейну. Втім цей матч так і залишився єдиним для гравця за молодіжку
21 березня 2019 року дебютував в офіційних матчах у складі національної збірної Хорватії в грі відбору на Євро-2020 проти Азербайджану (2:1). Перший гол за національну команду він забив 11 червня у товариській грі проти Тунісу.

## Статистика виступів

### Статистика клубних виступів
| Сезон                       | Команда                     | Чемпіонат                   | Чемпіонат | Чемпіонат | Національний кубок | Національний кубок | Національний кубок | Континентальні кубки | Континентальні кубки | Континентальні кубки | Інші змагання | Інші змагання | Інші змагання | Усього | Усього |
| Сезон                       | Команда                     | Ліга                        | Ігор      | Голів     | Ліга               | Ігор               | Голів              | Ліга                 | Ігор                 | Голів                | Ліга          | Ігор          | Голів         | Ігор   | Голів  |
| --------------------------- | --------------------------- | --------------------------- | --------- | --------- | ------------------ | ------------------ | ------------------ | -------------------- | -------------------- | -------------------- | ------------- | ------------- | ------------- | ------ | ------ |
| 2012–13                     | «Катанія»                   | A                           | 1         | 0         | КІ                 | 0                  | 0                  | -                    | -                    | -                    | -             | -             | -             | 1      | 0      |
| 2013–14                     | «Катанія»                   | A                           | 4         | 0         | КІ                 | 0                  | 0                  | -                    | -                    | -                    | -             | -             | -             | 4      | 0      |
| Усього за «Катанію»         | Усього за «Катанію»         | Усього за «Катанію»         | 5         | 0         |                    | 0                  | 0                  |                      | -                    | -                    |               | -             | -             | 5      | 0      |
| 2014–15                     | «Варезе»                    | B                           | 8         | 1         | КІ                 | 1                  | 0                  | -                    | -                    | -                    | -             | -             | -             | 9      | 1      |
| 2014–15                     | «Реджяна»                   | ЛП                          | 16+3      | 4         | КІ                 | 0                  | 0                  | -                    | -                    | -                    | -             | -             | -             | 19     | 4      |
| 2015–16                     | «Віртус Ентелла»            | B                           | 13        | 1         | КІ                 | 0                  | 0                  | -                    | -                    | -                    | -             | -             | -             | 13     | 1      |
| 2015–16                     | «Трапані»                   | B                           | 18+3      | 7         | КІ                 | 0                  | 0                  | -                    | -                    | -                    | -             | -             | -             | 21     | 7      |
| 2016–17                     | «Трапані»                   | B                           | 17        | 3         | КІ                 | 0                  | 0                  | -                    | -                    | -                    | -             | -             | -             | 17     | 3      |
| Усього за «Трапані»         | Усього за «Трапані»         | Усього за «Трапані»         | 35+3      | 10        |                    | 0                  | 0                  |                      | -                    | -                    |               | -             | -             | 38     | 10     |
| 2016–17                     | «Болонья»                   | A                           | 12        | 0         | КІ                 | 0                  | 0                  | -                    | -                    | -                    | -             | -             | -             | 12     | 0      |
| 2017–18                     | «Болонья»                   | A                           | 9         | 0         | КІ                 | 1                  | 0                  | -                    | -                    | -                    | -             | -             | -             | 10     | 0      |
| Усього за «Болонью»         | Усього за «Болонью»         | Усього за «Болонью»         | 21        | 0         |                    | 1                  | 0                  |                      | -                    | -                    |               | -             | -             | 22     | 0      |
| 2017–18                     | «Верона»                    | A                           | 16        | 0         | КІ                 | 0                  | 0                  | -                    | -                    | -                    | -             | -             | -             | 16     | 0      |
| 2018–19                     | «Динамо» (Загреб)           | 1Л                          | 25        | 9         | КХ                 | 5                  | 1                  | ЛЧ+ЛЄ                | 0+9                  | 0+2                  | -             | -             | -             | 39     | 12     |
| 2019–20                     | «Динамо» (Загреб)           | 1Л                          | 5         | 2         | КХ                 | 0                  | 0                  | ЛЧ                   | 6                    | 4                    | -             | -             | -             | 11     | 6      |
| Усього за «Динамо» (Загреб) | Усього за «Динамо» (Загреб) | Усього за «Динамо» (Загреб) | 30        | 11        |                    | 5                  | 1                  |                      | 15                   | 6                    |               | -             | -             | 50     | 18     |
| Усього за кар'єру           | Усього за кар'єру           | Усього за кар'єру           | 144+6     | 27        |                    | 7                  | 1                  |                      | 15                   | 6                    |               | -             | -             | 172    | 34     |